# Гидропроект

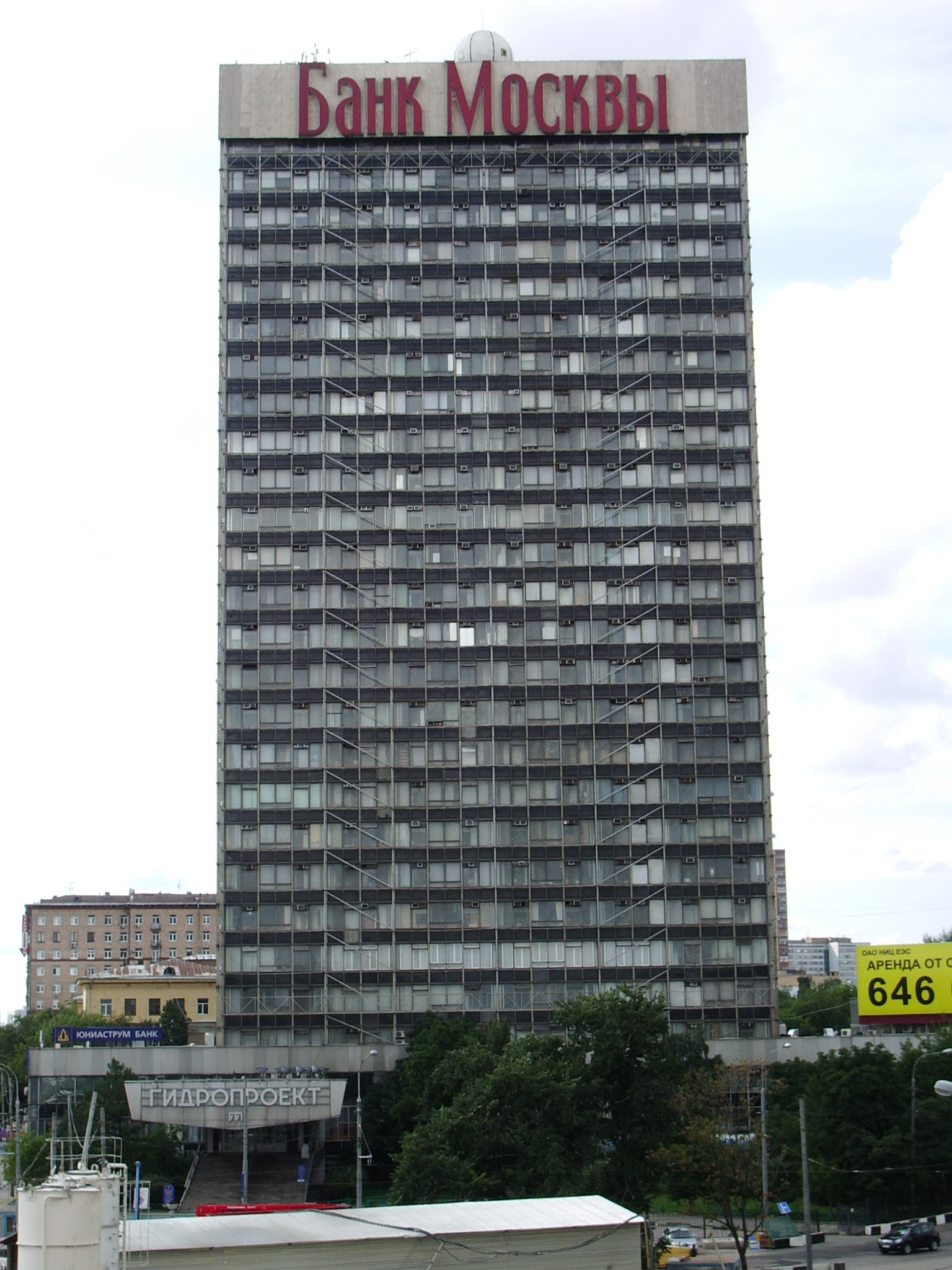
Здание Гидропроекта (2009 год)

Всеросси́йский прое́ктно-изыска́тельский и нау́чно-иссле́довательский институ́т «Гидропрое́кт» и́мени С. Я. Жука — ведущая российская (в прошлом советская) организация, проектирующая гидроэнергетические и водохозяйственные сооружения. Институт расположен в Москве и имеет филиалы в других городах России. По проектам, разработанным институтом, его предшественниками и филиалами с его основания в 1930 году, на территории бывшего СССР построено более 250 ГЭС с суммарной установленной мощностью 65 ГВт (из них 45 ГВт в России) и годовой выработкой электроэнергии 230 млрд кВт·ч (из них в России 170 млрд кВт·ч). За пределами СССР по проекту «Гидропроекта» построена Высотная Асуанская плотина.
Институтом были также спроектированы многочисленные каналы, хотя и не все из них были построены.

## История

### «Гидроэлектрострой» — «Гидроэнергопроект»
В 1920-х годах проектирование гидроэлектростанций проводилось разрозненными проектными группами и техническими отделами самих строек. В 1927 году в составе Главэлектро ВСНХ СССР был организован Государственный энергостроительный трест (Энергострой). Согласно приказу Правления «Энергостроя» от 10.11.1928 было образовано Ленинградское гидротехническое бюро «Энергостроя». По положению бюро являлось «местным отделением Энергостроя для производства всякого рода исследовательских и проектировочных работ, связанных с вопросами использования водных сил и построек гидротехнических сооружений».
Таким образом, принято считать, что с 11 ноября 1928 года берёт начало история института «Гидроэнергопроект». С 1 октября 1930 года Ленинградское отделение перешло в подчинение вновь созданному тресту «Гидроэлектрострой» и стало именоваться Ленинградское отделение треста «Гидроэлектрострой». 1 июня 1931 года трест был переведён в Москву.
31 марта 1932 года на базе проектно-изыскательского аппарата Треста «Гидроэлектрострой» организован союзный трест «Гидроэлектропроект» с отделениями в Ленинграде, Тифлисе, Ташкенте и Ростове-на-Дону.
В 1934 году из ведения Наркомата тяжёлой промышленности СССР были выведены сооружения районного значения и организовано Главное управление гидроэнергостроительства «Главгидроэнергострой», которому в подчинение был передан трест «Гидроэлектропроект». Тогда же был создан институт по строительству и рабочему проектированию гидроэнергоузлов «Гидростройпроект», просуществовавший немногим больше года.
30 декабря 1935 года институт «Гидростройпроект» был объединён с трестом «Гидроэлектропроект». Объединённая организация стала именоваться: Всесоюзный государственный проектно-изыскательский трест «Гидроэнергопроект» (ГИДЕП). В дальнейшем «Гидроэнергопроект» переподчинялся различным министерствам и менял своё название.
Перечень переименований:
- с 13 марта 1939 г. — Всесоюзный государственный проектно-изыскательский трест «Гидроэнергопроект» Народного комиссариата электростанций и электропромышленности СССР;
- с 15 марта 1946 г. — Всесоюзный государственный проектно-изыскательский трест «Гидроэнергопроект», Московское отделение Министерства электростанций СССР;
- с 13 апреля 1951 г. по 27 июня 1962 г. — Всесоюзный Государственный проектный институт «Гидроэнергопроект», Московское отделение Министерства электростанций СССР (до июля 1953 г. — Министерства электростанций и электропромышленности СССР, с июля 1953 г. по май 1954 г. — Министерства Электростанций СССР, с декабря 1958 г. — Министерства строительства электростанций СССР).

### «Гидропроект»
Одновременно с «Гидроэнергопроектом» существовал институт «Гидропроект» имени С. Я. Жука. Эта организация была сформирована в 1930-х гг. на базе проектных отделов управления строительства канала Москва — Волга, а в 1942—1950 гг. существовала как Проектно-изыскательское управление гидротехнических работ «Гидропроект» Наркомата (позднее — министерства) внутренних дел СССР.
В 1950 году управление было передано из подчинения МВД в ведение Министерства электростанций СССР, вскоре преобразованного в Министерство энергетики и электрификации СССР. Оно получило название Управление проектирования, изысканий и исследований для строительства гидротехнических сооружений «Гидропроект».
C 1957 года — Всесоюзный проектно-изыскательский и научно-исследовательский институт «Гидропроект» имени С. Я. Жука́.
Большая заслуга в создании и формировании коллектива «Гидропроекта» принадлежит выдающемуся учёному-гидротехнику, Герою Социалистического Труда, академику Сергею Яковлевичу Жуку, имя которого было присвоено институту. Он был первым начальником и главным инженером Гидропроекта. Непрерывно обобщая научно-исследовательский, конструкторский и строительный опыт гидроэнергетического, воднотранспортного и ирригационного строительства, С. Я. Жук сделал крупный вклад в развитие советской науки и техники и создал школу советских гидротехников.
До 1962 года «Гидроэнергопроект» и «Гидропроект» являлись головными в области проектирования гидроэнергетических сооружений, но деятельность их была территориально размежёвана. В «Гидроэнергопроекте» получило развитие проектирование арочных плотин, больше уделялось внимания вопросам конструирования сооружений. «Гидропроект» больше уделял внимания электромеханическому оборудованию и проектированию организации производства работ.
К 1962 году по проектам «Гидроэнергопроекта» строилось 22 гидростанции и имелись утверждённые проектные задания по 59 объектам. Среди них — Усть-Илимская, Саянская, Братская, Красноярская, Ингурская ГЭС и другие.
За «Гидропроектом» числился Волжско-Камский каскад и вопросы, связанные с переброской стока северных рек в бассейн Чёрного моря и соединения судоходным путём Чёрного и Балтийского морей.
В целях улучшения проектирования энергетических систем и сооружений, обеспечения высоких темпов развития и технического прогресса в этой области и в целях устранения неоправданного параллелизма в работе по проектированию ГЭС приказами Министерства строительства электростанций СССР № 127 от 27.06.1962 г. и № 129 от 28.06.1962 г. институт «Гидроэнергопроект» был присоединён к институту «Гидропроект». Объединённый институт стал крупнейшим проектным институтом в СССР.

### Объединённый институт
В июне 1962 года Всесоюзный государственный проектный институт «Гидроэнергопроект» был объединён с «Гидропроектом»; сохранено было название последнего.
В 1960-е — 1980-е годы Всесоюзный проектно-изыскательский и научно-исследовательский институт «Гидропроект» был крупнейшим проектным институтом Советского Союза. В нём работало более 17 тыс. человек, проектировавших плотины, гидроэлектростанции, каналы, шлюзы и другие сооружения. К числу наиболее масштабных гидротехнических сооружений, в создании которых принимал активнейшее участие коллектив института, относятся Волжская ГЭС имени В. И. Ленина, Братская ГЭС имени 50-летия Великой Октябрьской социалистической революции, Асуанская высотная плотина и др.
В 1970-е годы институту было передано из ВНИПИЭТ проектирование атомных электростанций с реакторами РБМК. В частности «Гидропроектом» были спроектированы энергоблоки для второй и третьей очереди Курской и Чернобыльской АЭС, а также первой и второй очереди Смоленской АЭС.
После распада СССР институты объединения «Гидропроект» в начале 1992 года сформировали ассоциацию «Гидропроект». Головной московский институт получил название «Проектно-изыскательское и научно-производственное открытое акционерное общество „Институт Гидропроект“». В июне 1994 года институт «Гидропроект» был преобразован в научно-производственное акционерное общество «Институт Гидропроект» в составе РАО «ЕЭС России».
С марта 2001 года ОАО «Инженерный центр ЕЭС» в составе «ЕЭС России».[уточнить] В декабре 2001 года «Инженерному центру ЕЭС» были переданы функции исполнительного органа четырёх институтов — Гидропроекта, Ленгидропроекта, Теплоэлектропроекта, фирмы «ОРГРЭС». 20 июня 2003 года институт «Гидропроект» стал филиалом «Инженерного центра ЕЭС».
В ноябре 2008 года в процессе реорганизации «Инженерного центра ЕЭС» было создано путём выделения ОАО «Проектно-изыскательский и научно-исследовательский институт „Гидропроект“ имени С. Я. Жука».
В октябре 2010 года институт приобретён ОАО «РусГидро» у группы ЕСН[уточнить] за 1,48 млрд руб.

## Проекты института

### Осуществлённые
За 90 лет Институтом спроектировано на территории России и бывших республик СССР — свыше 250 ГЭС суммарной мощностью более 65 000 МВт и годовой выработкой около 230 000 ГВт·ч электроэнергии, а в 45 странах мира — свыше 50 ГЭС суммарной мощностью более 26 000 МВт.
Всего за свою историю Гидропроект спроектировал свыше 400 объектов: транспортных водоканалов, ГЭС, ГАЭС, ПЭС, в том числе:
- Канал имени Москвы;
- Волго-Донской канал;
- каналы водоснабжения: Иртыш — Караганда, Днепр — Донбасс, Северский Донец — Донбасс и др.
- электростанции Волжско-Камского каскада;
- электростанции на Ангаре: Братская ГЭС, Усть-Илимская ГЭС и Богучанская ГЭС;
- Зейская ГЭС (1330 МВт) на Дальнем Востоке;
- Асуанская плотина в Египте (2100 МВт);
- гидроузлы Хоабинь (1920 МВт), Шонла (2400 МВт), Яли (720 МВт) и Лайтяу (1200 МВт) во Вьетнаме;
- гидроузел Тери в Индии (1000 МВт);
- гидроузел Капанда в Анголе (520 МВт);
- гидроузел Малка-Вакана[англ.] в Эфиопии (153 МВт);
- гидроузлы Аль-Кадисия (670 МВт) и Дукан (400 МВт), плотина Аль-Багдади в Ираке;
- гидроузлы Тишрин (630 МВт), Аль-Баас (81 МВт) и Табка (824 МВт) в Сирии;
- две ГЭС в Железных воротах на Дунае (2057 и 591 Мвт);
- плотина Саньмэнься на Хуанхэ в Китае;
- арочная плотина Мансур Эддахби (70 м высотой) на реке Дра и ГЭС Аль-Вахда (248 МВт) в Марокко;
- ГЭС Дженпег[англ.] на реке Нельсон в Канаде (168 МВт)[7][нет в источнике];
- Кислогубская приливная электростанция

### Неосуществлённые
- Керченский гидроузел
- Переброска стока сибирских рек в Казахстан и Среднюю Азию

## Здание института
Первоначальный вариант здания Гидропроекта был разработан в мастерской Каро Алабяна в 1951 году. Проект был выполнен в стиле сталинских высоток и завершал ансамбль дома № 3 по Ленинградскому шоссе и дома № 4 по Волоколамскому шоссе.
После смерти Алабяна здание Гидропроекта было в 1965—1968 годах возведено по другому проекту (авторы — архитекторы Г. П. Яковлев и Н. А. Джеванширова, главный конструктор — В. В. Ханджи). Здание расположено по адресу: Волоколамское шоссе, дом 2, и представляет собой прямоугольную башню, поставленную на трёхэтажный стилобат. Облик фасадов определяется чередованием зеркального, прозрачного и чёрного закалённого стекла — стемалита. По остеклению проходят вертикальные серебристые полосы металлических профилей. Вход в институт, расположенный в южной части стилобата, подчёркивается парадной лестницей с сильно выступающим козырьком.
27-этажное здание института, достигающее почти 104-метровой высоты, завершает перспективу Ленинградского проспекта. Располагаясь на развилке двух крупных магистралей, оно служит ориентиром на северо-западе Москвы. По своей архитектуре относится к интернациональному стилю.
С 2000-х годов практически весь фасад здания закрыт коммерческой рекламой. В 2012 году российской Компанией «Альтима-Р» были выполнены работы по вводу в эксплуатацию самого большого в России и Европе светодиодного медиафасада, располагаемого на фасадной стене здания НИЦ Гидропроект. В рамках работ было выполнено прокладывание электрических кабельных линий, кабелей управления, работы по созданию несущей металлоконструкции.  Медиафасад работает круглосуточно и позволяет отображать телевизионное изображение на масштабном архитектурном объекте, причём он отчётливо просматривается с расстояния до 2 км — от станции метро «Аэропорт».
Для филиала института в Ленинграде было построено здание на углу Плуталовой улицы и проспекта Щорса (современный адрес — Малый проспект Петроградской стороны, 77) — образец сталинской архитектуры.

## В литературе
- Здание Гидропроекта упоминается в последнем абзаце повести Юрия Трифонова «Другая жизнь»